# سباق دوفين للدراجات 2006
سباق دوفين للدراجات 2006 (بالإنجليزية: 2006 Critérium du Dauphiné Libéré)‏ هو سباق دراجات هوائية، وهو الموسم رقم 58 من السباق، وأقيم خلال الفترة 4 يونيو 2006، وحتى 11 يونيو 2006، وهو أحد سباقات برو تور 2006، وهو من نوع سباق المرحلة.
فاز فيه بالمركز الثاني كريستوف مورو، وبالمركز الثالث برنارد كول.

## الفائزون
| الترتيب | الفائز       |
| ------- | ------------ |
| الثاني  | كريستوف مورو |
| الثالث  | برنارد كول   |